# Gare d'Escaudœuvres
La gare d'Escaudœuvres est une gare ferroviaire française de la ligne de Busigny à Somain, située sur le territoire de la commune d'Escaudœuvres, dans le département du Nord, en région Hauts-de-France.
C'est une halte voyageurs de la Société nationale des chemins de fer français (SNCF), desservie par des trains TER Hauts-de-France.

## Situation ferroviaire
Établie à 69 mètres d'altitude, la gare d'Escaudœuvres est située au point kilométrique (PK) 208,327 de la ligne de Busigny à Somain, entre les gares de Cambrai et d'Iwuy. C'était une gare de bifurcation, origine de la ligne d'Escaudœuvres à Gussignies (fermée).

## Histoire

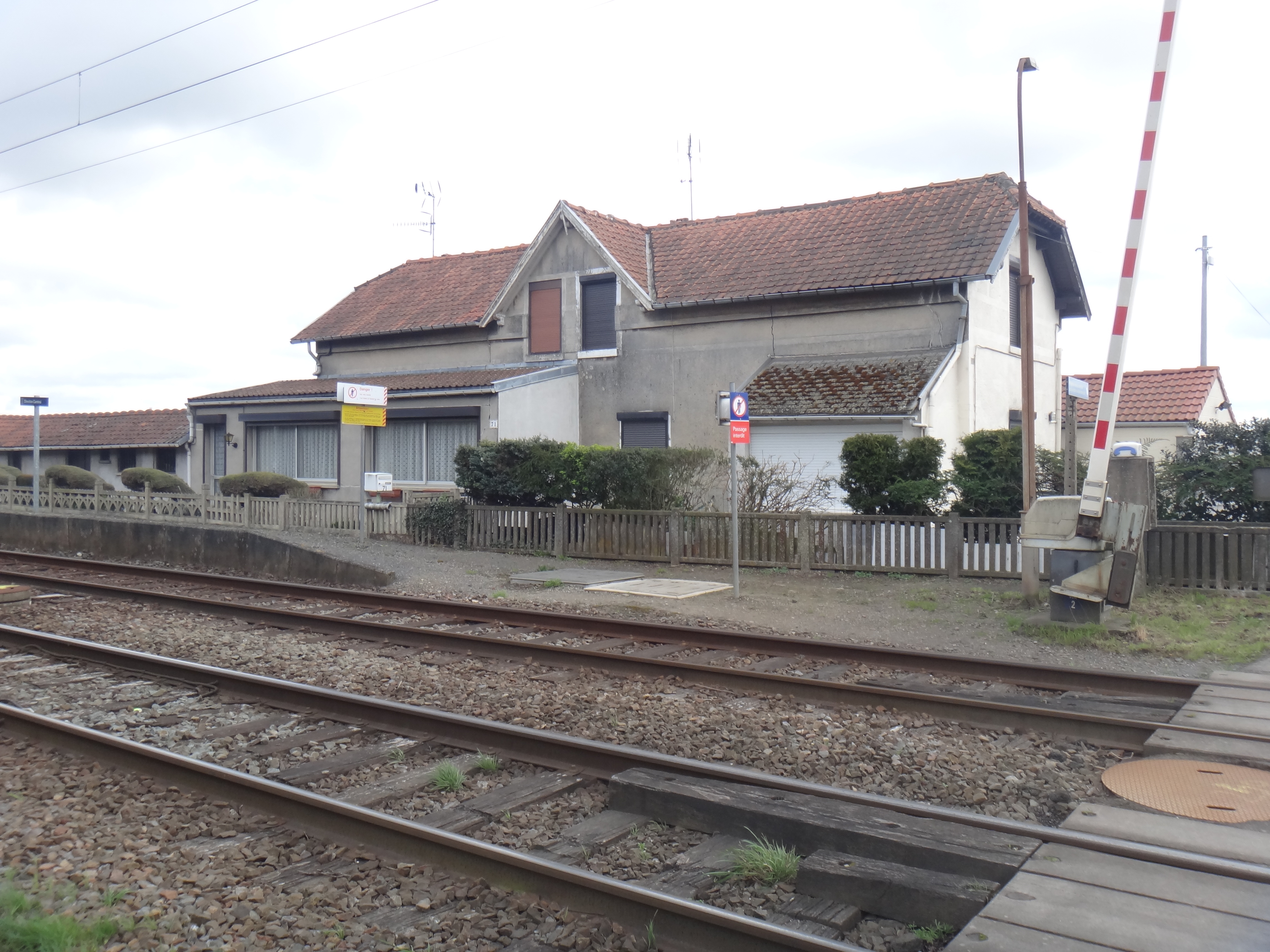
Le passage à niveau.

## Service des voyageurs

### Accueil
Gare SNCF, c'est un point d'arrêt non géré (PANG) à entrée libre.

### Desserte
Escaudœuvres est desservie par des trains TER Hauts-de-France qui effectuent des missions entre les gares de Cambrai et de Valenciennes.

### Intermodalité
Le stationnement des véhicules est possible à proximité de l'entrée de la halte. La halte est desservie par la ligne 1 du réseau TUC.